# ノヴォヤセネフスカヤ駅
座標: 北緯55度36分04秒 東経37度33分15秒 / 北緯55.6010度 東経37.5541度
ノヴォヤセネフスカヤ駅（ノヴォヤセネフスカヤえき、ロシア語: Новоясеневская）は、モスクワ地下鉄6号線の駅で、カルーシュスコ＝リーシュスカヤ線の南の終点駅。2008年6月3日以前はビツェフスキー公園駅という駅名であった。ブートフスカヤ線のビツェフスキー公園駅に接続している。南西行政区のヤセネヴォ地区、ノヴォヤスネフスキー大通りの終点、住宅地とビツェフスキーの森の境界に位置している。1990年1月17日、チョープリ・スタン駅とビツェフスキー公園駅間の一部として開業した。